# Gebäudetrakt

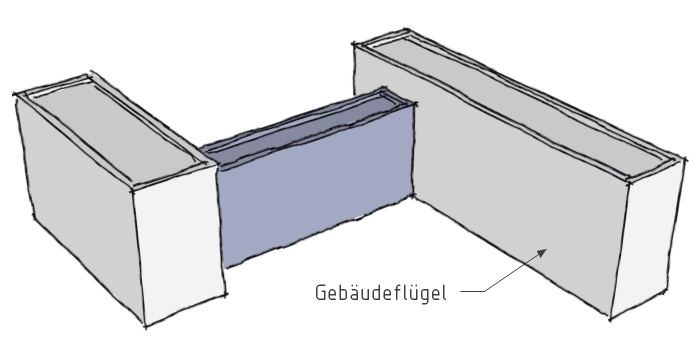
Schema einer asymmetrischen Dreiflügelanlage

Als Gebäudetrakt, auch Gebäudeflügel, bezeichnet man einen nicht frei stehenden Baukörper als Teil eines Gebäudekomplexes, bestehend aus mehreren miteinander verbundenen Baukörpern – die mittleren als Mitteltrakt, Mittelflügel, Haupttrakt und ähnlich, seitliche als Seitenflügel, Nebenflügel oder Nebentrakt. Der einzelne Seitentrakt kann unmittelbar an den Hauptbau angrenzen oder aber davon abgesetzt und nur über ein Verbindungselement (z. B. Korridor, Pergola, Skyway) mit ihm verbunden sein.
Ein Neubau kann von vornherein in mehrere Gebäudeflügel aufgeteilt sein (beispielsweise als Vierflügelanlage um einen Innenhof) oder aber der Gebäudeflügel ist eine nachträglich vorgenommene Erweiterung eines bestehenden Gebäudes.

## Geschichte
In Mittelalter und früher Neuzeit erweiterten Könige, Landesfürsten und Adelige ihre Schlösser und Villen auch zur Verbesserung der Außenwirkung. Je größer der Gebäudekomplex war, desto vermögender und mächtiger wirkte er auf den Betrachter. Das Schloss Versailles, der Lateran zu Rom oder das Schloss Sanssouci in Potsdam sind bekannte Vertreter für eine Vielzahl solcher Schlossanlagen. In der zeitgenössischen Architektur findet man Gebäudetrakte vor allem bei großen öffentlichen Gebäuden ebenso wie bei gewerblichen Anlagen.
In einigen Bereichen existieren für Gebäudetrakte aufgrund ihrer Funktion spezielle Bezeichnungen. So spricht man im Krankenhauswesen von einem Betten- und einem Funktionstrakt. Der Bettentrakt beinhaltet die Krankenzimmer sowie die direkt mit ihnen verbundene nötige Infrastruktur. Als Funktionstrakt bezeichnet man im Allgemeinen den Teil eines Gebäudes, in dem der Hauptaufgabe nachgegangen wird. Bei einem Krankenhaus beinhaltet dieser beispielsweise die Notaufnahme, die Operationssäle oder die Intensivstation.

## Schlösser
Besonders bei Schlössern wird zwischen verschiedenen Anlagen unterschieden:
- Die Einflügelanlage besteht aus einem Gebäudetrakt. Beispiele für barocke Einflügelanlagen im deutschen Sprachraum sind das Schloss Belvedere, das Neue Schloss Schleißheim und das Schloss Sanssouci.
- Die Zweiflügelanlage besteht aus zwei Gebäudetrakten. Diese Form ist im Barock wegen ihrer Asymmetrie relativ selten zu finden.
- Die Dreiflügelanlage besteht aus drei äußeren Gebäudetrakten, die um einen offenen Ehrenhof gruppiert sind. Diese Form ist im Barock wegen ihrer Symmetrie relativ häufig zu finden. Beispiele sind das Schloss Schönbrunn, das Schloss Nymphenburg, die Residenz Würzburg, das Schloss Weißenstein, das Neue Schloss Stuttgart, das Schloss Bruchsal, das Schloss Mannheim, der Dresdner Zwinger, das Schloss Augustusburg, das Schloss Nordkirchen, und das Schloss Charlottenburg.
- Die Vierflügelanlage besteht aus vier äußeren Gebäudetrakten, die im Geviert um einen geschlossenen Innenhof gruppiert sind. Beispiele für Vierflügelanlagen sind die Wiener Hofburg, die Residenz München, die Residenz Ansbach, das Celler Schloss, das Schloss Johannisburg in Aschaffenburg, das Schloss Moritzburg und das Berliner Schloss.
- Die Fünfflügelanlage besteht aus fünf äußeren Gebäudetrakten, die um zwei offene Ehrenhöfe gruppiert sind. Diese Form ist relativ selten zu finden. Beispiele sind das Schloss Pillnitz und das Schloss Schwetzingen.

Beispiele
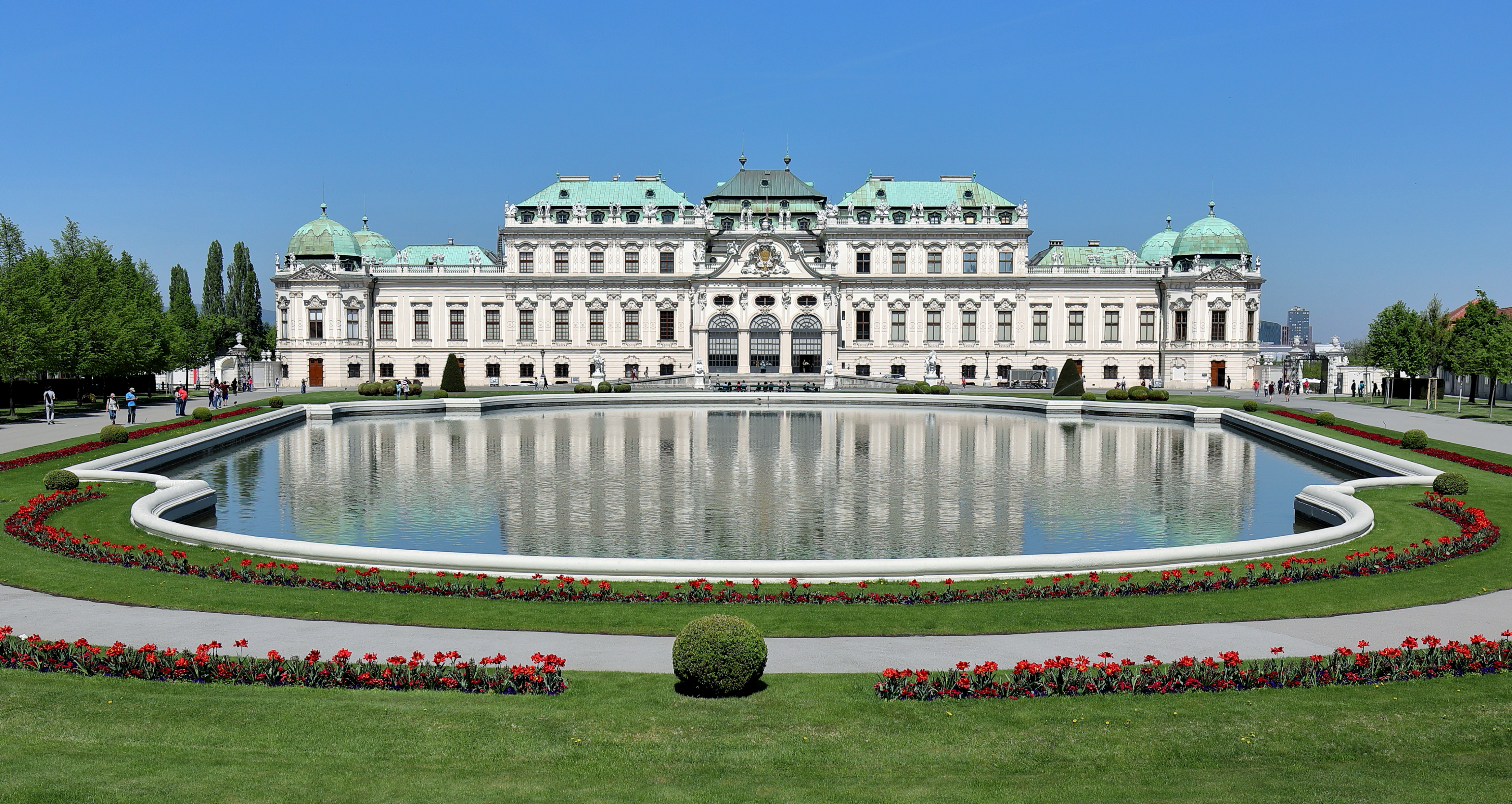
Einflügelanlage: Schloss Belvedere
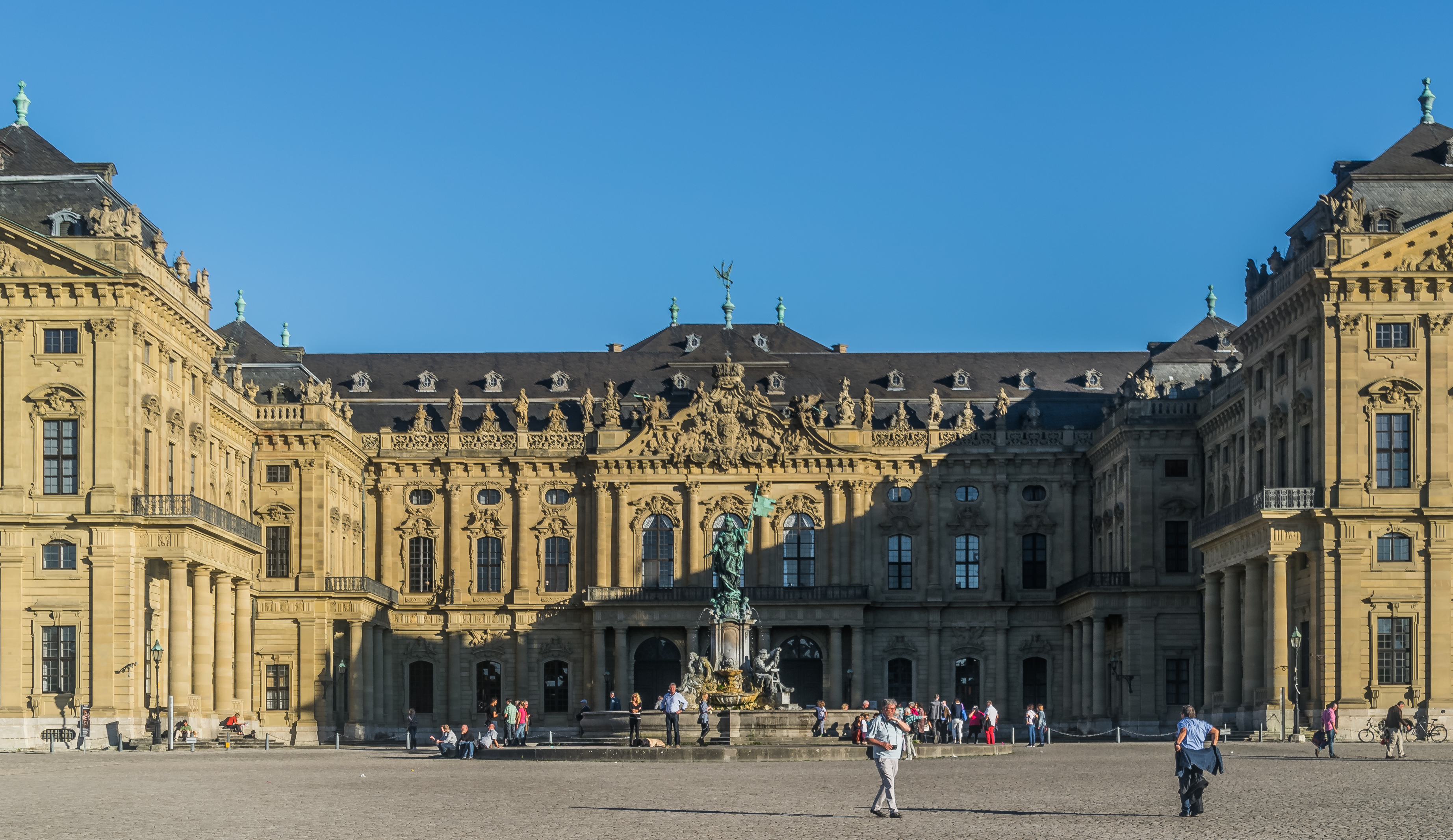
Dreiflügelanlage: Würzburger Residenz
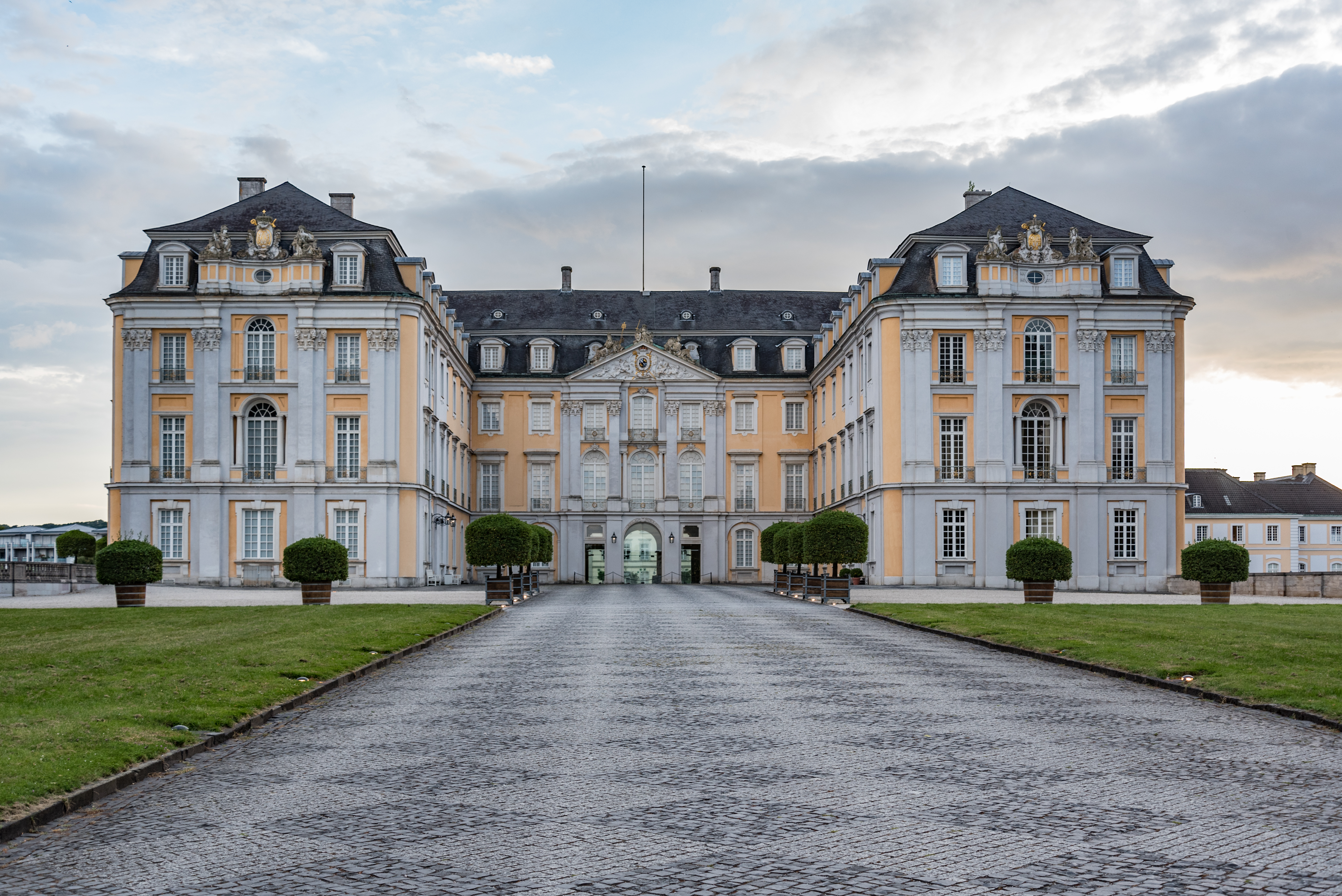
Dreiflügelanlage: Schloss Augustusburg
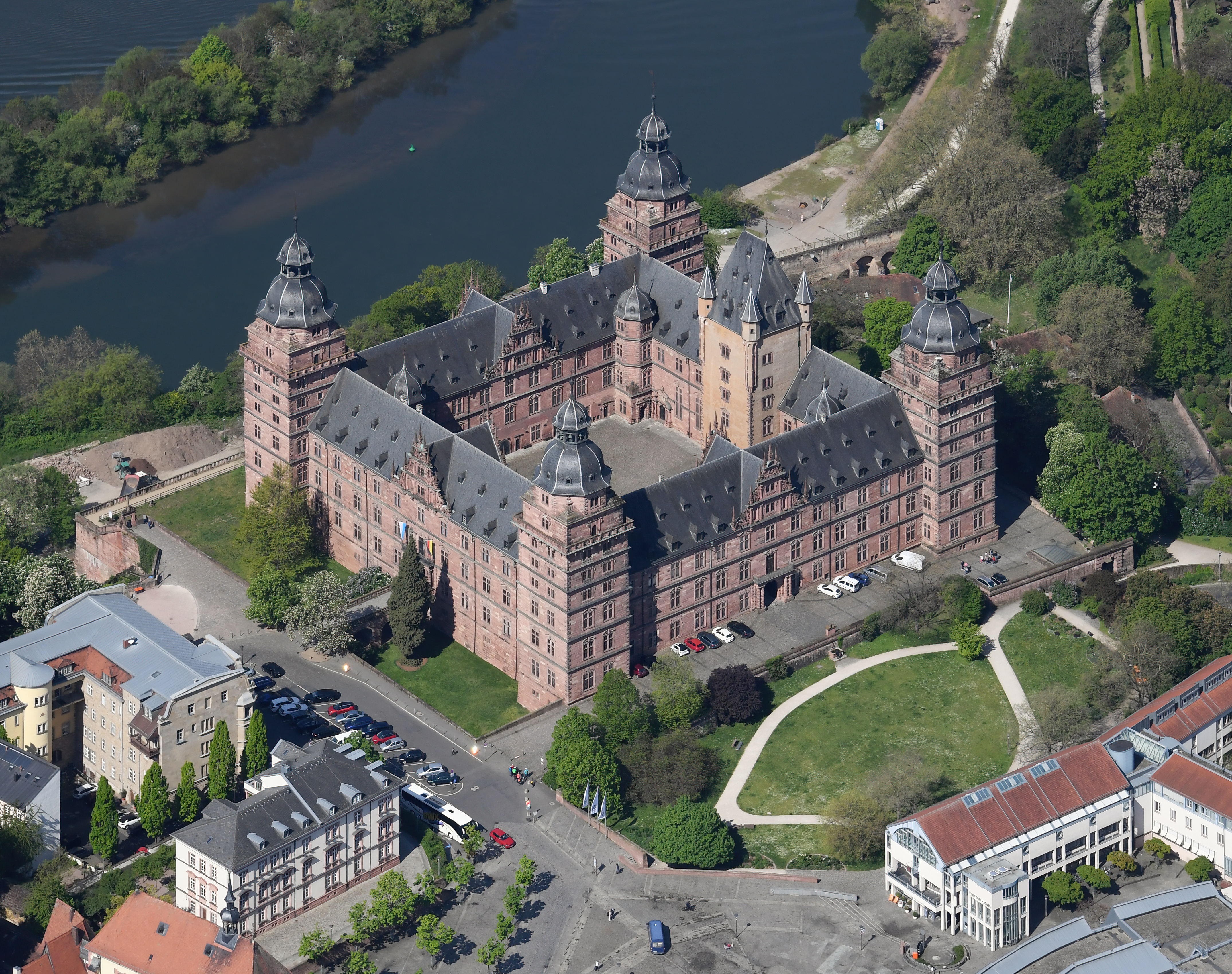
Vierflügelanlage: Schloss Johannisburg in Aschaffenburg
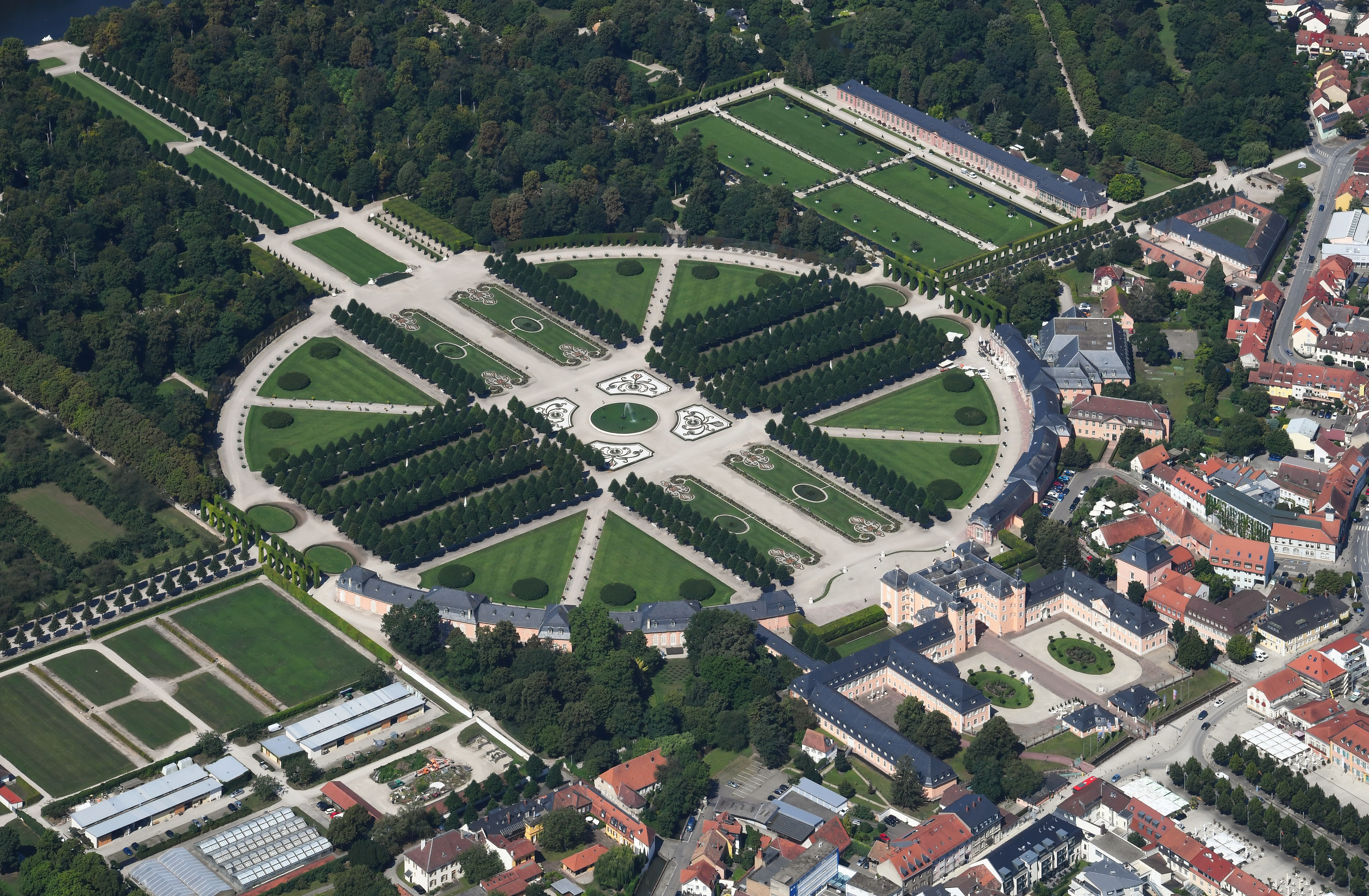
Fünfflügelanlage: Schloss Schwetzingen